# Jean Baptiste Royet
Jean Baptiste Royet, communément appelé le Colonel Royet, né le 7 juin 1833 à Paray-le-Monial, en Saône-et Loire, et mort le 12 octobre 1907 à Épernay, département de la Marne, est un militaire français qui participe à huit campagnes militaires sous le Second Empire et demeure toujours actif sous la Troisième République, en présidant notamment un conseil de guerre.

## Biographie

### Origines et formation
Jean Baptiste Royet naît le 7 juin 1833 à Paray-le-Monial de l'union de Bénigne Royet, cordonnier et cafetier et d'Anne Joséphine Faure. En 1849, le ministère de l'instruction publique lui octroie une demi-bourse d'études nationale, obtenue à l'issue du concours du département de Saône-et-Loire. En 1853 il termine son instruction à l’École spéciale militaire de Saint-Cyr en étant classé 148e sur les 228 élèves que compte la « promotion de l'Aigle ».

### Guerre de Crimée

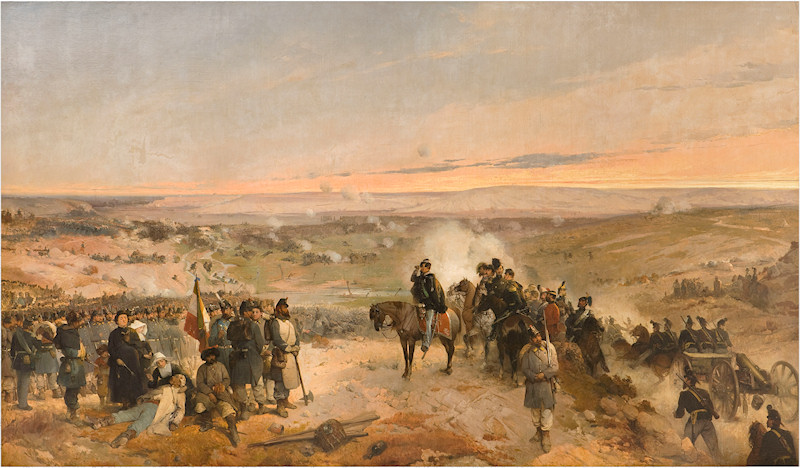
La bataille de la Tchernaïa par Gerolamo Induno.

Le 31 janvier 1855, Royet est nommé sous-lieutenant au 62e régiment d’infanterie de ligne. À son arrivée, le régiment est choisi pour rejoindre le corps de réserve en Crimée. Le 13 mars 1855, il embarque à Toulon sur le Napoléon pour rejoindre le camp de Maslack, à dix kilomètres au nord de Constantinople où il parvient le 9 avril. Durant un mois, le régiment demeure au camp où aux conditions climatiques défavorables, s'ajoute la maladie. Royet contracte le choléra au camp où plusieurs de ses compagnons d'armes trouvent la mort en raison de l'épidémie. 
En août 1855, le 62e participe à la Bataille de la Tchernaïa où il essuie quelques pertes, mais n’a pas d’autres engagements par la suite de la campagne. La bataille de la Tchernaïa réduit l'armée russe de secours à l'impuissance et condamne Sébastopol à tomber aux mains des assiégeants. Royet reçoit à l'issue de la bataille la médaille de Crimée comme tout son régiment. Royet demeure en Orient jusqu'au 24 mai 1856. 

### Occupation française de Rome
Le 21 mai 1859, Jean Baptiste Royet est promu lieutenant au 62e. Au mois d'août 1860, le 62e, le 7e de ligne et le 3e bataillon de chasseurs forment une brigade destinée à renforcer le corps français d'occupation de Rome et placée sous les ordres du général Théodore Ridouel. Ces trois bataillons de guerre sont mis en route par les voies ferrées, pour se rendre à Toulon et y embarquer pour l'Italie. Entre le 4 septembre 1860 et le 27 juin 1862, Royet sert donc au corps d’occupation de Rome. À partir d'avril 1862, il est nommé officier d'ordonnance du général Théodore Ridouel, commandant alors la 1re brigade de la 1re division d'infanterie du corps d'armée d'occupation de Rome. Cependant, le 25 juin, le régiment, dans lequel sert Royet, est rappelé en France et rentre à Lyon le 1er juillet suivant.

### Expédition du Mexique

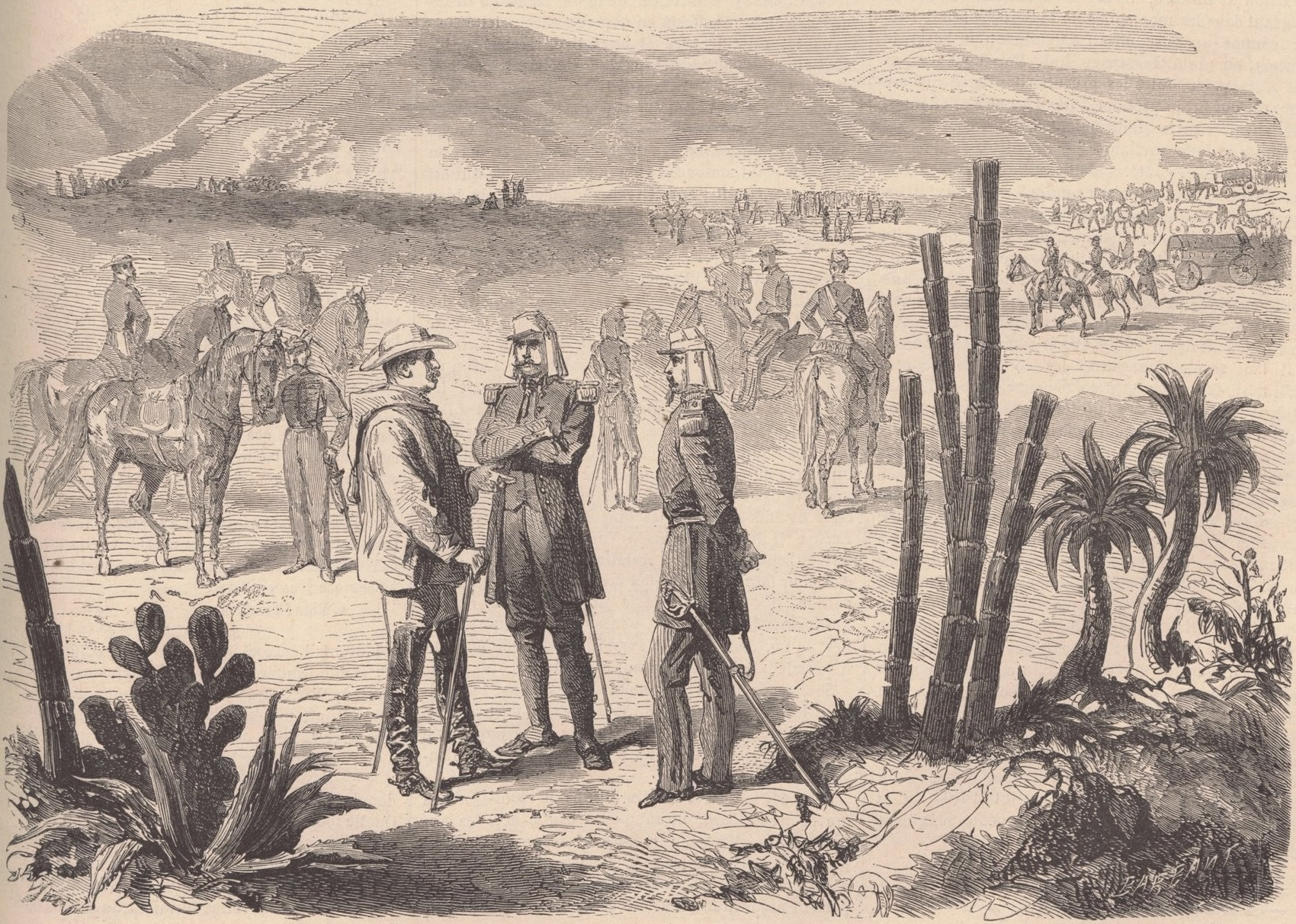
Marche sur Puebla : le général Forey au bivouac de San Agostino del Palmar.

Revenu en France, le 62e reçoit l’ordre de renforcer les premières troupes françaises envoyées au Mexique. Sous les ordres du général Élie-Frédéric Forey qui commande également deux divisions d'infanterie et une brigade de cavalerie comprenant au total 28 000 hommes, les renforts français quittent Cherbourg en direction du Mexique. Le 26 août 1862, Royet embarque vers le Mexique où il débarque le 13 octobre de la même année à Veracruz. 
Pour la première fois, le 4 novembre, le 62e combat lors d'un engagement à Cerro-Gordo où 2 000 guérilleros ont coupé la route en élevant une sorte de retranchement afin d'y attendre les troupes françaises. Ces dernières se déploient sur les hauteurs, mettant en fuite l'armée juáriste. Le 62e s'installe, sept jours plus tard, sans résistance à Jalapa, avant de  faire marche sur Puebla. De janvier à mai 1863, Royet et les hommes du 62e, désormais commandés par Bazaine, participent au Siège de Puebla. Le 9 mars 1863, Royet est nommé capitaine. Après la prise de Puebla, le 62e est le premier à entrer, le 7 juin 1863, à Mexico puis fait campagne autour de la ville. En septembre 1864, Royet est stationné avec une garnison de plus de mille hommes à Orizaba, dans l'État de Veracruz, avant leur retour en France. En novembre 1864, Royet quitte le Mexique pour rejoindre le 74e régiment d'infanterie de ligne.

### Guerre franco-allemande
Capitaine de 1re classe depuis 1869, Jean Baptiste Royet est promu le 14 juillet 1870, adjudant-major. Lors du déclenchement de la Guerre franco-allemande de 1870, il contribue à organiser un 4e bataillon composé de réservistes à la compagnie de dépôt de Neuf-Brisach. Le 7 septembre 1870, Royet se signale à la tête d’un détachement de 70 à 100 hommes, lors d’une reconnaissance ayant pour but d’enlever à l’ennemi le poste de Muntzenheim, il rentre à quatre heures du matin avec 19 prisonniers, 18 chevaux et trois voitures de bagages,. Deux mois plus tard, la place tenue par les Français, capitule en novembre 1870. Royet est retenu prisonnier de guerre le 11 novembre 1870.

« Un fort poste ennemi est signalé au village de Muntzenheim, à deux lieues de la ville. Vers minuit, 70 hommes du 74e, sous le commandement du capitaine Royet, quittent la place, montés dans des voitures couvertes, et s'arrêtent à 150 m du village. Descendre de voiture, surprendre les sentinelles et enlever le village fut l'affaire d'un instant. L'ennemi laissa entre nos mains une douzaine de prisonniers, des chevaux et une grande quantité d'armes »

— Action du 7 septembre 1870.

### Fin de carrière
Rentré de captivité en France depuis le 27 mars 1871, le capitaine adjudant-major Jean Baptiste Royet est fait chevalier de l’ordre national de la Légion d’honneur le 21 juillet 1871. Il compte alors 16 ans de services et huit campagnes militaires. Il est ensuite affecté au 129e régiment d'infanterie de ligne le 3 octobre 1873. Promu chef de bataillon le 15 novembre 1874 dans son régiment, il fait le choix au même jour de rejoindre le 24e régiment d’infanterie de ligne en remplacement du chef de bataillon Victor-Charles Hervé promu lieutenant-colonel, puis la même année retourne au 74e régiment d’infanterie de ligne. Le 30 décembre 1884, il est nommé lieutenant colonel au 72e régiment d’infanterie de ligne et présidera notamment le conseil de guerre de juillet 1885.
En juillet 1887, une loi créée 18 nouveaux régiments d'infanterie dont le 146e régiment d’infanterie. Ce nouveau régiment est formé par l'amalgame d'un bataillon du 51e, d'un du 67e et de celui du 72e commandé par Royet. Sept des nouveaux régiments sont commandés par des colonels, les onze autres sont confiés au commandement d'un lieutenant-colonel dont le 146e aux ordres de Royet,.
Le 29 février 1888, le froid avait gelé les fossés des fortifications de Toul et la bonne société de la ville venait faire du patinage sur la glace au son de la musique militaire prêtée pour l'occasion. Soudainement, la glace rompt sous mademoiselle Lanty, fille du général gouverneur de Toul et avec elle deux autres personnes sombrent. Sans hésiter, le colonel Royet (âgé de 54 ans), le lieutenant Lalouette et les sous-lieutenants Brongniart, Pierron et Clanché s'élancent à leurs secours, se retrouvent aussi dans ces eaux glacées et avec le concours d'autres militaires parviennent à sauver les « naufragés »,. Quatre mois plus tard, le 9 juillet 1888, il est nommé colonel au 146e régiment d’infanterie qui reste cantonné à Toul. Le 30 septembre 1892, il est fait commandeur de l’ordre national de la Légion d’honneur. Il rejoint la réserve en 1893 puis se voit décerner une pension de retraite de 6 000 francs par décret pour ses 52 années, 6 mois et 26 jours de services. En juillet 1897, alors qu'il est en activité hors cadre, il est désigné comme chef du 4e bureau de l'état-major de l'armée.
Sur le plan privé, il avait épousé en 1865 à Saint-Malo Marie Blanche Peral (1844-1903). Son fils Maximin-Léonce Royet (1866-1947), également officier dans l'armée française, est l'auteur de plusieurs publications exaltant le patriotisme. 
Jean Baptiste Royet meurt, à 74 ans, le 12 octobre 1907 chez son gendre Georges Wachter, à Épernay,. Ses obsèques se déroulent à l'église Notre-Dame d'Épernay, les cordons du poêle sont tenus par le général Nussard (commandant la 7e brigade de dragons), M. Lalo, M. Lortat-Jacob et M. Charles Dubois, et avec les honneurs militaires rendus par le 31e régiment de dragons aux ordres du colonel Dezaunay,.

## Honneurs
- 1855 :  Médaille de Crimée[35].
- 1859 :  Médaille commémorative de la campagne d'Italie (1859)[35].
- 1863 :  Médaille commémorative de l'expédition du Mexique[35].
- 1865 :  Chevalier de l'ordre de Notre-Dame de Guadalupe[35].
- 1892 :  Commandeur de l'ordre national de la Légion d'honneur[35].